# 利安娜·布尔
利安娜·布尔（德語：Liane Buhr，1956年3月11日—），旧姓魏格尔特（Weigelt），德国女子赛艇运动员。她曾代表东德参加1976年和1980年夏季奥林匹克运动会赛艇比赛，获得二枚金牌，均来自女子四人双桨项目。